# Боевая машина дежурных сил
Боевая машина дежурных сил (БМДС) — боевая машина предназначенная для транспортировки личного состава сил несущих боевое дежурство (дежурных сил). Обеспечивает необходимый комфорт и мобильность дежурных сил. Состоит на вооружении РВСН.
БМДС представляет собой  шасси полноприводного грузового автомобиля( Чаще всего КамАЗ - 43114, а также КамАЗ - 43101, Урал - 4320-01, 4320-02 , ГАЗ 66-12 или ГАЗ 66-15), оборудованный КУНГом для размещения личного состава дежурных сил, вооружения, боеприпасов, средств индивидуальной защиты а также генератором переменного тока для обеспечения электропитания, средствами связи и другим необходимым оборудованием. По скольку данная машина не предназначена для действий непосредственно на поле боя, то отсутствует необходимость её бронирования.

## Типы БМДС

### БМДС-1
Выпускалась с середины 1980-х гг. Кузов К-66 на шасси ГАЗ-66-12 или ГАЗ-66-15, в котором размещалось на продольных сиденьях с ремнями безопасности 6-10 человек, имелась пирамида для оружия, место для размещения боеприпасов и шанцевого инструмента. Электропитание осуществлялось от внешней сети.

### БМДС-2
Кузов на шасси УРАЛ-4320 для размещения 6 человек, две пирамиды для оружия, место для размещения боеприпасов. Имеется фильтровентиляционная установка ФВУ-600, генератор с распределительным электрощитом, обогреватель.

### БМДС-3
Кузов на шасси КамАЗ-43101 или КамАЗ - 43114, а также на шасси КамАЗ - 5350 ,, Мустанг,, для размещения 6 человек, две пирамиды для оружия, место для размещения боеприпасов. Имеется фильтровентиляционная установка ФВУ-600, генератор с распределительным электрощитом, обогреватель.

#### Технические характеристики БМДС-3
| Тип                       | Трёхосный грузовой автомобиль                                            |
| Масса полная              | 8 715 кг                                                                 |
| Длина                     | 7 895 мм                                                                 |
| Ширина                    | 2 900 мм                                                                 |
| Высота                    | 3 200 мм                                                                 |
| Базовое шасси             | КАМАЗ-43101 А также Его модификации КАМАЗ-43114 и КАМАЗ-5350 ,,МУСТАНГ,, |
| Колёсная база             | 3300 мм                                                                  |
| Запас хода по топливу     | 830 км                                                                   |
| Максимальная скорость     | 85 км/ч                                                                  |
| Радиус поворота           | 10,5 м                                                                   |
| Максимальный подъём град. | 30                                                                       |
| Преодолеваемый брод       | 1,4 м                                                                    |
| Расчёт                    | 2 чел                                                                    |